# Ana Kersnik Žvab
Ana Kersnik Žvab, slovenska učiteljica joge in ruščine, * 18. junij 1989, Jesenice
Svojemu imenu je dodala vzdevek Devayani. Je registrirana učiteljica joge pri Joga združenju Slovenije.
Bila je udeleženka lepotnega tekmovanja Miss športa 2014. Kot jogistka se je srečala s tekmovalkami lepotnega tekmovanja Miss Earth 2019.
Fakultativno poučuje ruščino na Gimnaziji Jesenice. Živi v Kranjski Gori.

## Mladost
Obiskovala je osnovno šolo v Kranjski Gori in Gimnazijo Jesenice.

## Študij
Leta in 2015 in 2016 je diplomirala iz sociologije kulture in ruščine iz na Filozofski fakulteti v Ljubljani.

## Joga
Je predavateljica joge v manekenski šoli Bernarde Marovt. Posvetila se je zdravju nosečnic in mater z dojenčkom, med njenimi učenci so tudi upokojenci. Zaradi negativne izkušnje z očetovim zdravjem se je začela ukvarjati s srčno jogo.
Izdaja jogi priročnike v samozaložbi pri svojem kranjskogorskem Kulturno - športnem klubu Devayani Yoga & dance Lifestyle.

## Zasebno
Ima sestro. Njen pokojni oče je bil zdravnik Janko Kersnik, profesor družinske medicine na fakultetah v Ljubljani in Mariboru (tam je osnoval katedro za to področje), ki je delal v Kranjski Gori in Mojstrani in svetoval na spletnem forumu med.over.net Bil je razrešen obtožb, da je povzročil smrt iz malomarnosti.
Leta 2015 se je poročila z vojakom. Imata dva sinova in hčer. Njena hobija sta jazz balet in ples.